# Joachim Ehrenreich von Behr
Joachim Ehrenreich von Behr (4. juli 1717 i Nustrow, Mecklenburg-Schwerin – 18. november 1768 i Aabenraa) var en slesvigsk amtmand.
Han var søn af marskal hos Prins Carl, Georg Christoph von Behr, blev hofjunker 1735, kammerjunker 1741, kammerherre 1752, amtmand i Aabenraa og Løgumkloster Amter 1756 og Ridder af Dannebrog 1767. Han døde 1768. Fra 1757 var von Behr gift med Margrethe Hedveig von Lützow (1727 i Kolding - 7. november 1790), som første gang var gift med Gideon von der Lühe.